# The Final Inch
The Final Inch ist ein Dokumentar-Kurzfilm von Irene Taylor Brodsky über den Kampf gegen Poliomyelitis. Der Film wurde 2009 veröffentlicht und war für mehrere Filmpreise nominiert, darunter für einen Oscar und mehrere Emmys.

## Inhalt
The Final Inch zeigt den harten Einsatz der oft ehrenamtlichen Helfer bei der Verabreichung des Polioimpfstoffes in Afghanistan und Indien. In beiden Ländern sind Fälle von Kinderlähmung nicht unüblich, obwohl der Impfstoff bereits seit den 1950er Jahren existiert und seit 1961 oral verabreicht wird. Der Film zeit die Arbeit von Freiwilligen der Rotarier, der Dachverband der Rotary Clubs hat in verschiedenen Ländern einen „National Immunization Day“ etabliert.
Thematisiert wird auch, dass muslimische Kinder aus bildungsfernen Haushalten von der Impfung ferngehalten werden, da den „US-amerikanischen Impfstoffen nicht getraut werden könne.“

## Produktion
The Final Inch wurde hauptsächlich 2007 in Slums in Afghanistan, Pakistan und Indien gedreht.
Die Finanzierung erfolgte durch Google.org, die karitative Unternehmensabspaltung von Google. Dessen Direktor, der Arzt und Epidemiologe Larry Brilliant, äußerte sich hinsichtlich des Filmes folgendermaßen:

“The most contaminated environments are the poorest environments in the world, therefore, it is not surprising that ‘the final inch’ will be that inch of humanity that we don’t see, that happens behind the curtain of poverty, where people die quietly with no one to hear them. It is a test of our civilization – how we care for the most vulnerable amongst us, how we care for the people who we don’t see.”

„Die am meisten [mit Polio] kontaminierten Lebensräume sind die ärmsten Lebensräume dieser Welt, folglich ist es nicht überraschend, dass The Final Inch  genau dieses letzte [Stück] (Inch) der Menschheit zeigt, die wir nicht sehen. Das Stück, das hinter dem Vorhang der Armut passiert; wo Menschen leise sterben – ohne jemanden zu haben, der sie hört. Das ist ein Test für unsere Zivilisation – wie wir uns um die am stärksten verletzlichen unter uns kümmern. Wie wir uns um die Leute kümmern, die wir nicht sehen.“

## Filmpreise
Gewonnen
- „Crystal Heart Award“ des Heartland Film Festivals, 2009
- „Pare Lorentz Award“ der International Documentary Association, 2009 – für Irene Tylor Brodsky & Tom Grant

Nominierung
- „Oscar/Bester Dokumentar-Kurzfilm“ der Oscarverleihung 2009
- Emmy 2010:
  - „Outstanding Informational Programming – Long Form“ für Irene Taylor Brodsky, Tom Grant, Sheila Nevins, Sara Bernstein & HBO
  - „Outstanding Individual Achievement in a Craft: Research“ für Irene Taylor Brodsky, Sophie Harris & HBO
  - „Outstanding Individual Achievement in a Craft: Music and Sound“ für Joe Janiga, Courtney Von Drehle, Drew Canulette, Lance Limbocker, Spencer Palmero & HBO